# Bernex (Alta Saboya)
 Bernex  es una comuna y población de Francia, en la región de Auvernia-Ródano-Alpes, departamento de Alta Saboya, en el distrito de Thonon-les-Bains y cantón de Évian-les-Bains.
Su población en el censo de 1999 era de 854 habitantes.
Está integrada en la Communauté de communes du Pays d'Évian.

## Demografía
| 711 | 613 | 618 | 638 | 737 | 854 |
| Para los censos de 1962 a 1999 la población legal corresponde a la población sin duplicidades (Fuente: INSEE [Consultar]) |     |     |     |     |     |